# 張凌翔
張 凌翔（ちょう りょうしょう、Zhāng Língxiáng、? - 1864年）は、清末の貴州省での回族蜂起の指導者。張翎翔とも書く。
貴州省普安県出身。清朝の収奪と民族差別により、1858年に張凌翔は馬河図とともに回民を率いて蜂起し、亦資孔城を占領した。白旗軍と呼ばれた彼らは各民族に呼びかけて、イ族の援助を得た。1859年、白旗軍は新城を占領して元帥府を建て、張凌翔を大元帥、馬河図を副元帥に選んだ。白旗軍は雲南省の杜文秀政権と太平天国に連携を呼びかけた。白旗軍にはミャオ族も協力し、太平天国の石達開は曽広依率いる数千人を派遣して援助した。これに対し、雲南布政使岑毓英は回民のアホン・金万照を派遣して投降を誘ったが、金万照は逆に白旗軍に参加し、経略大臣に任じられた。白旗軍は貞豊・興義・冊亨・晴隆・興仁など10の県城を占領し、減税を行うなど善政を行った。しかし1864年以後、近隣の民衆蜂起が鎮圧されて孤立するようになり、内部の裏切りが発生して張凌翔と馬河図はこの年に戦死した。張凌翔の死後、白旗軍の指揮は金万照に引き継がれた。